# Araneus tambopata
Araneus tambopata Levi, 1991 è un ragno appartenente alla famiglia Araneidae.

## Distribuzione
L'olotipo femminile è stato rinvenuto in una località del Perù centrorientale: nella riserva naturale di Zona Reserva Tambopata, nella regione di Madre de Dios.

## Tassonomia
Non sono stati esaminati esemplari di questa specie dal 1991
Attualmente, a dicembre 2013, non sono note sottospecie